# Muro de la Aduana de Berlín

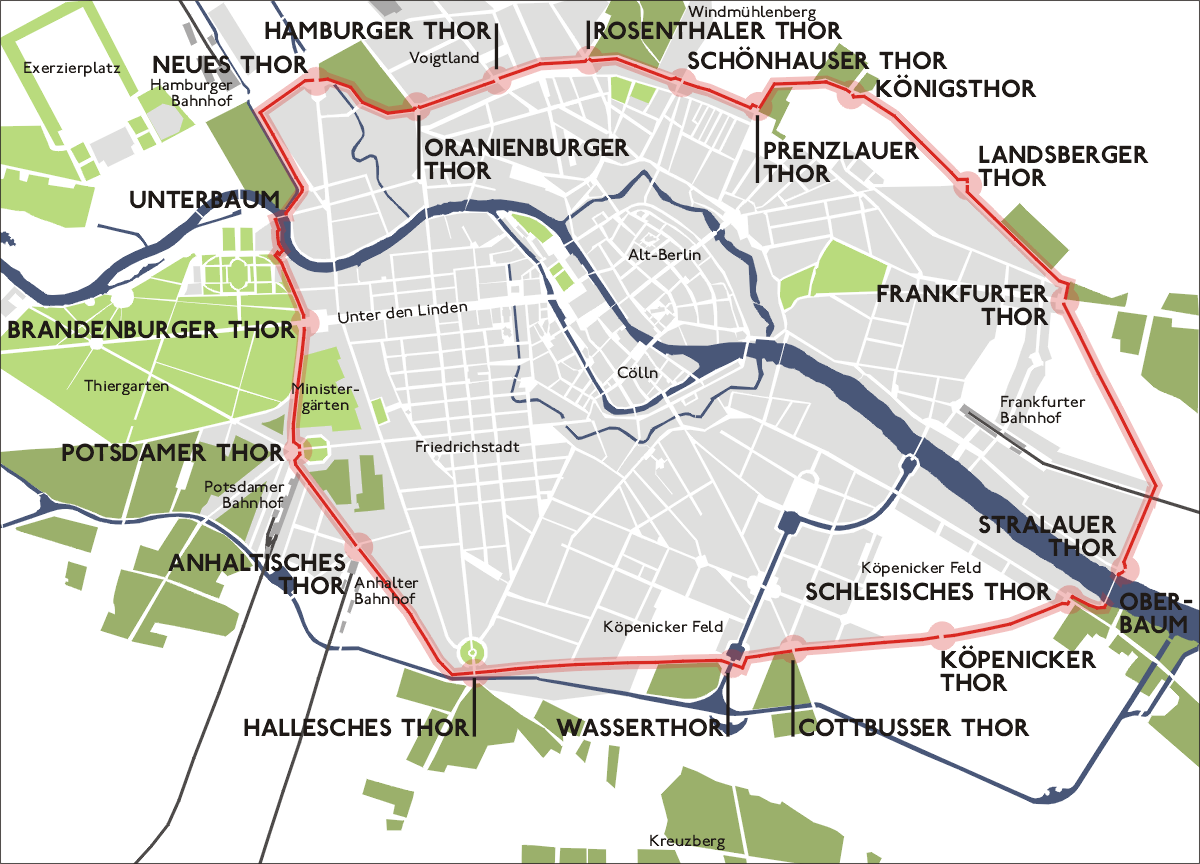
Muro aduanero de Berlín para el año 1855

El Muro de la Aduana de Berlín (alemán: "Berliner Zoll- und Akzisemauer", literalmente, Muro de aduana e impuestos especiales de Berlín) fue un muro alrededor de la histórica ciudad de Berlín, entre 1737 y 1860; el muro en sí no tenía función de defensa, más bien sirvió para facilitar el cobro de impuestos sobre la importación y exportación de bienes (aranceles), que era el principal ingreso de muchas ciudades en ese momento.

## Historia
El muro fue erigido después de que la antigua fortaleza de Berlín fuera demolida en 1734; las paredes de esta última ya habían comenzado a desmoronarse y su función militar era cuestionable. Federico Guillermo I de Prusia ordenó la construcción de empalizadas alrededor de la ciudad que se completaron en 1737 - la nueva cerca incorporó la "línea de empalizada" del norte ya existente, construida en 1705. La ubicación de esta empalizada más antigua se recuerda hoy en el nombre de la calle "Linienstraße" (calle línea). Pocas partes de este muro original de aduanas fueron construidas en piedra.
El muro original de aduanas tenía 14 puertas de la ciudad que en su mayoría llevaban el nombre de la localidad a la que conducían las carreteras. Adicionalmente, el río Spree fue bloqueado con puertas de aduanas llamadas "Oberbaum" (botalón superior) y "Unterbaum" (botalón inferior), denominadas así debido a que se utilizaron pesados troncos de árboles cubiertos de púas metálicas como barreras para bloquear el río en la noche y evitar el contrabando. El nuevo muro no sólo rodeaba la ciudad de Berlín y sus suburbios, sino también algunos terrenos rurales del este y el sur. 

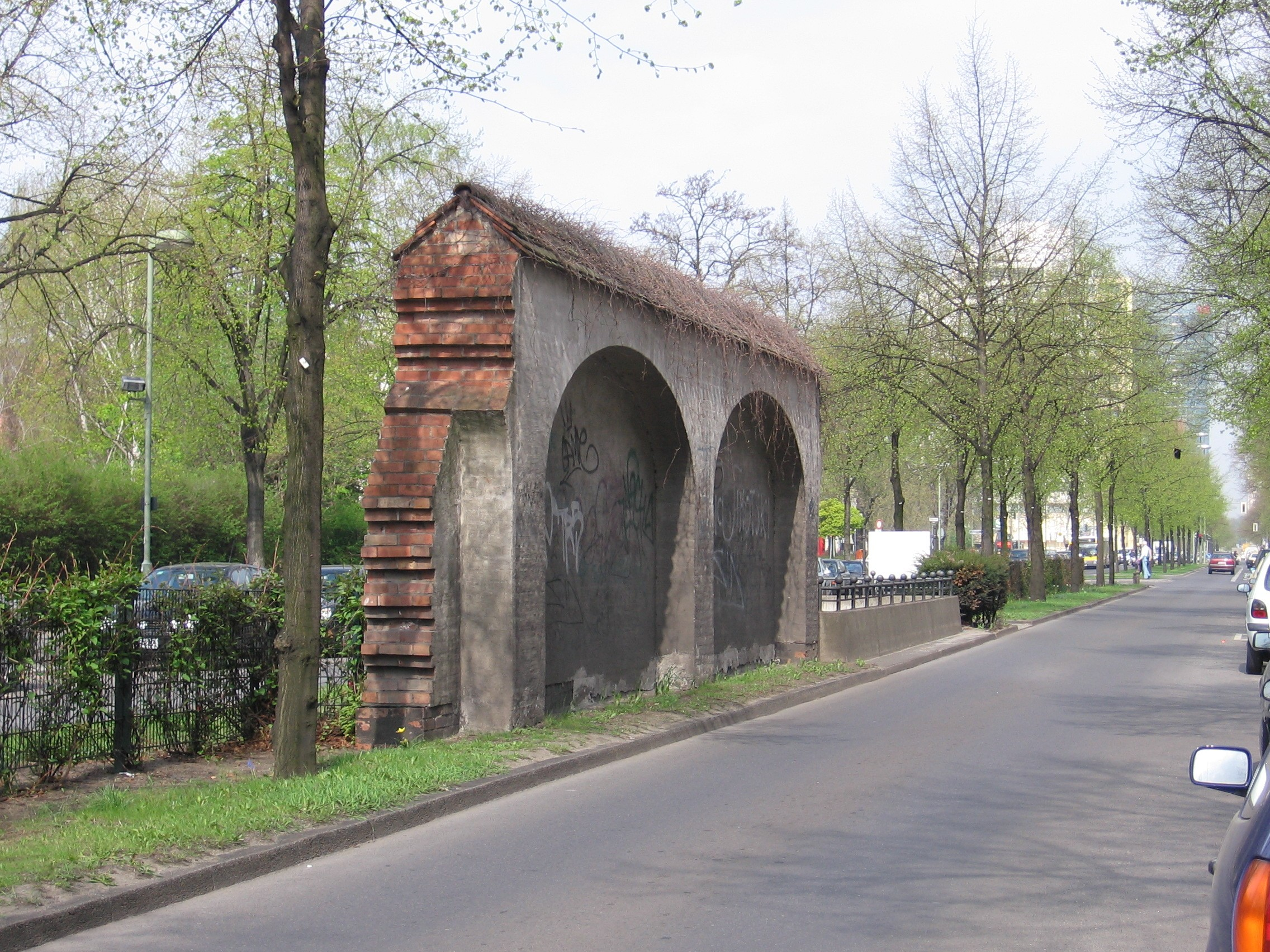
Muro-monumento hecho de piedras excavadas.

Con el crecimiento de Berlín, las empalizadas y las puertas se reubicaron durante las siguientes décadas según las circunstancias. Entre 1786 y 1802, las empalizadas de madera fueron reemplazadas por muros de piedra con una altura de 4 m. Además, varias puertas fueron reconstruidas en un estilo imponente. Un ejemplo notable es la Puerta de Brandeburgo. A mediados del siglo, se agregaron más puertas para cumplir con los crecientes requerimientos de transporte, incluidas la Neues Tor (1832), Anhalt Tor (1839/1840), Köpenicker Tor (1842) y Wassertor (1848).
La segunda mitad del siglo XIX estuvo marcada por nuevas líneas ferroviarias que terminaban en estaciones construidas frente al muro, generalmente cerca de una de sus puertas. Este fue el caso de la estación de Potsdam (1841), la estación de Anhalt (1842), la estación de Stettin (1842), la estación de Hamburgo (1846); solo la estación de Fráncfort (1842) fue construida dentro del muro. En 1851 se puso en servicio una línea de interconexión ferroviaria ("Berliner Verbindungsbahn") para mercancías y transporte militar, que unía las estaciones terminales y convirtió a Berlín en un centro de transporte central para Prusia y la Unión Aduanera Alemana.
Con el auge de Berlín, se fueron construyendo nuevos suburbios fuera del muro, el cual se convertía cada vez más en un estorbo para el desarrollo continuo de la ciudad. En 1860 se eliminó el Muro de la Aduana y el 1 de enero de 1861, Berlín amalgamó sus suburbios, lo que resultó en duplicar la población de la ciudad. Las paredes restantes fueron demolidas en su mayor parte entre 1867 y 1870, incluyendo la mayoría de las puertas. Sólo se conservaron algunas puertas imponentes, siendo la Puerta de Brandeburgo la única en ser reconstruida luego de la Segunda Guerra Mundial.
Sin los muros, la ciudad se desarrolló rápidamente casi duplicándo la población durante la siguiente década. La línea ferroviaria de interconexión (en los lados sur y oeste) fue reemplazada por la línea circular del ferrocarril en 1871, y la vía ferroviaria existente fue utilizada por las líneas de Tranvía de tracción animal. La ruta de las líneas del sur sirvió para la primera línea de metro eléctrica en 1900, que ahora es la U1 (Berlín U-Bahn). Las estaciones de metro Puerta de Silesia (Schlesisches Tor), Puerta de Cottbus (Kottbusser Tor), Puerta de Halle (Hallesches Tor) y la antigua Puerta de Stralau (Stralauer Tor) son un recordatorio de su legado. Las siguientes calles siguen la ruta original del muro aduanero: Stresemannstraße (ex Königgrätzer Straße), Marchlewskistraße, Friedenstraße, avenida Prenzlauer Berg, parte de Prenzlauer Allee, Torstraße, Hannoversche Straße, Charitéstraße, parte de Reinhardtstraße y Ebertstraße.

## Puertas
Las dieciocho puertas de la ciudad y las dos puertas de los ríos aún son visibles en el mapa, sus nombres se han dado a plazas y calles. En el orden de las agujas del reloj, estas son:
- Puerta de Brandeburgo (Brandenburger Tor en Pariser Platz / Unter den Linden), la única puerta de la ciudad que queda.
- Unterbaum (cerca de Unterbaumstraße).
- Puerta Nueva (Neues Tor en la actual "Platz vor dem Neuen Tor", diseñada por Karl Friedrich Schinkel).
- Puerta de Oranienburg (Oranienburger Tor en Torstraße / Friedrichstraße): la puerta original se vendió a Groß Behnitz
- Puerta de Hamburgo (Hamburger Tor en Torstraße / Kleine Hamburger Straße).
- Puerta de Rosenthal (Rosenthaler Tor en Torstraße / Rosenthaler Straße cerca de Rosenthaler Platz).
- Puerta de Schönhausen (Schönhauser Tor en Torstraße / Schönhauser Allee).
- Puerta Prenzlau (Prenzlauer Tor en Torstraße / Prenzlauer Allee).
- Puerta de Bernau (Bernauer Tor, desde 1809 "Königstor", en Greifswalder Straße / Friedrichshain)
- Puerta Landsberg (Landsberger Tor en Landsberger Allee / Friedenstraße).
- Puerta de Fráncfort del Óder (Frankfurter Tor, al oeste de la ubicación actual, en algún lugar cerca de U-Bahnhof Weberwiese).
- Puerta Stralau (Stralauer Tor, antes llamada "Mühlentor" / Puerta Mills) (Warschauer Straße / Stralauer Allee / Mühlenstraße).
- Oberbaum (Oberbaumbrücke).
- Puerta de Silesia (Schlesisches Tor, antes "Wendentor" / Puerta de Wends) (Skalitzer Straße / Schlesische Straße en U-Bahnhof Schlesisches Tor).
- Puerta de Köpenick (Köpenicker Tor en Lausitzer Platz).
- Puerta de Cottbus (Kottbusser Tor en Skalitzer Straße / Kottbusser Straße cerca de U-Bahnhof Kottbusser Tor).
- Puerta de Agua (Wassertor en Wassertorplatz de hoy): el lugar de cruce del nuevo canal de Luisenstadt.
- Puerta Halle (Hallesches Tor en Hallesches Ufer / Mehringplatz, cerca de la U-Bahnhof Hallesches Tor). Después de que se desmantelara la puerta original, Heinrich Strack construyó dos edificios en 1876-1879. Las estructuras gemelas fueron destruidas en la Segunda Guerra Mundial.
- Puerta de Anhalt (Anhalter Tor en Stresemannstraße / Anhalter Straße cerca de S-Bahnhof Anhalter Bahnhof, diseñada por Karl Friedrich Schinkel).
- Puerta de Potsdam (Potsdamer Tor en Leipziger Platz / Potsdamer Platz ; diseñada por Karl Friedrich Schinkel, dañada en la Segunda Guerra Mundial, demolida en la década de 1950).

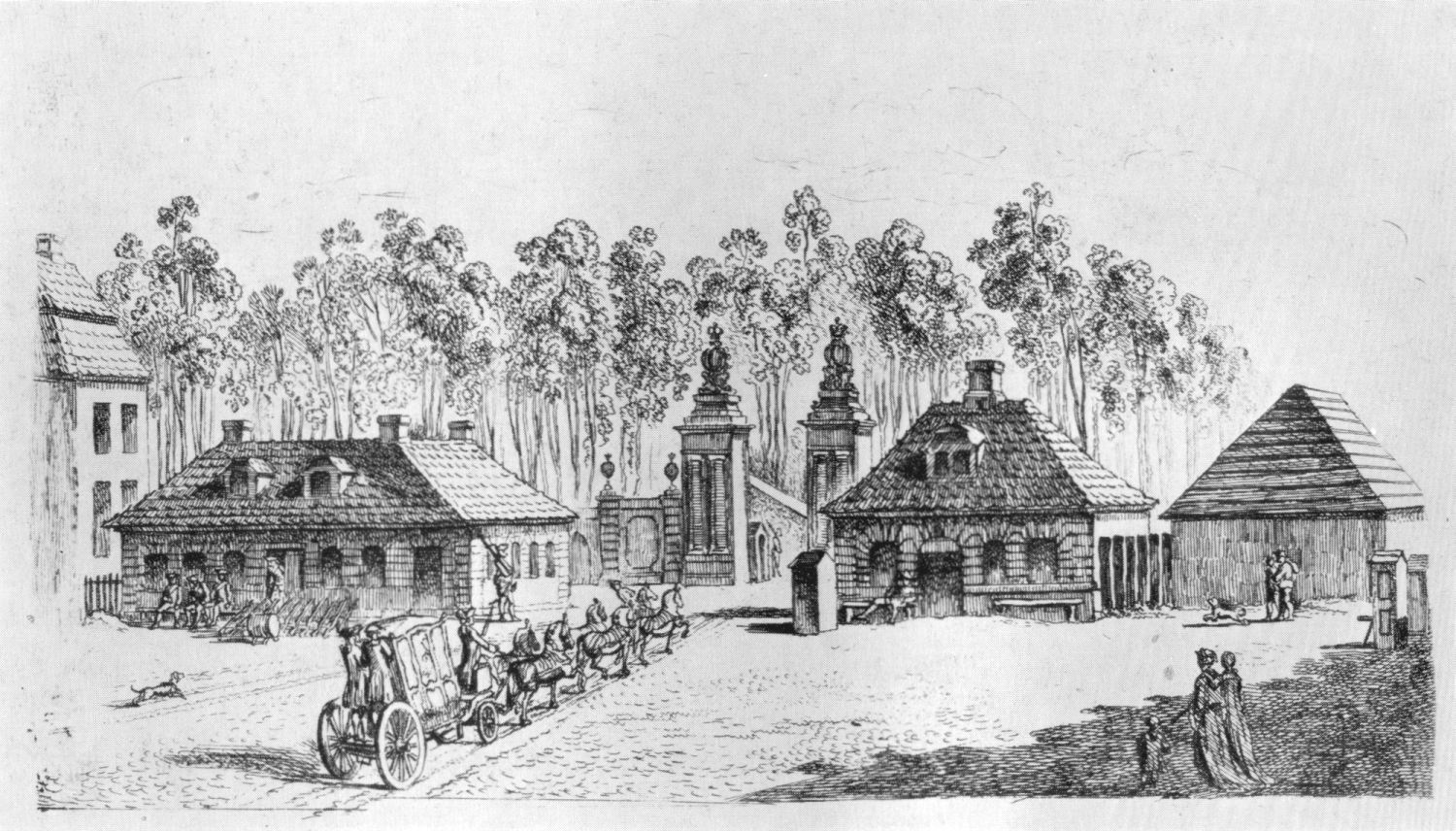
Puerta de Brandeburgo en 1764, vista al oeste.
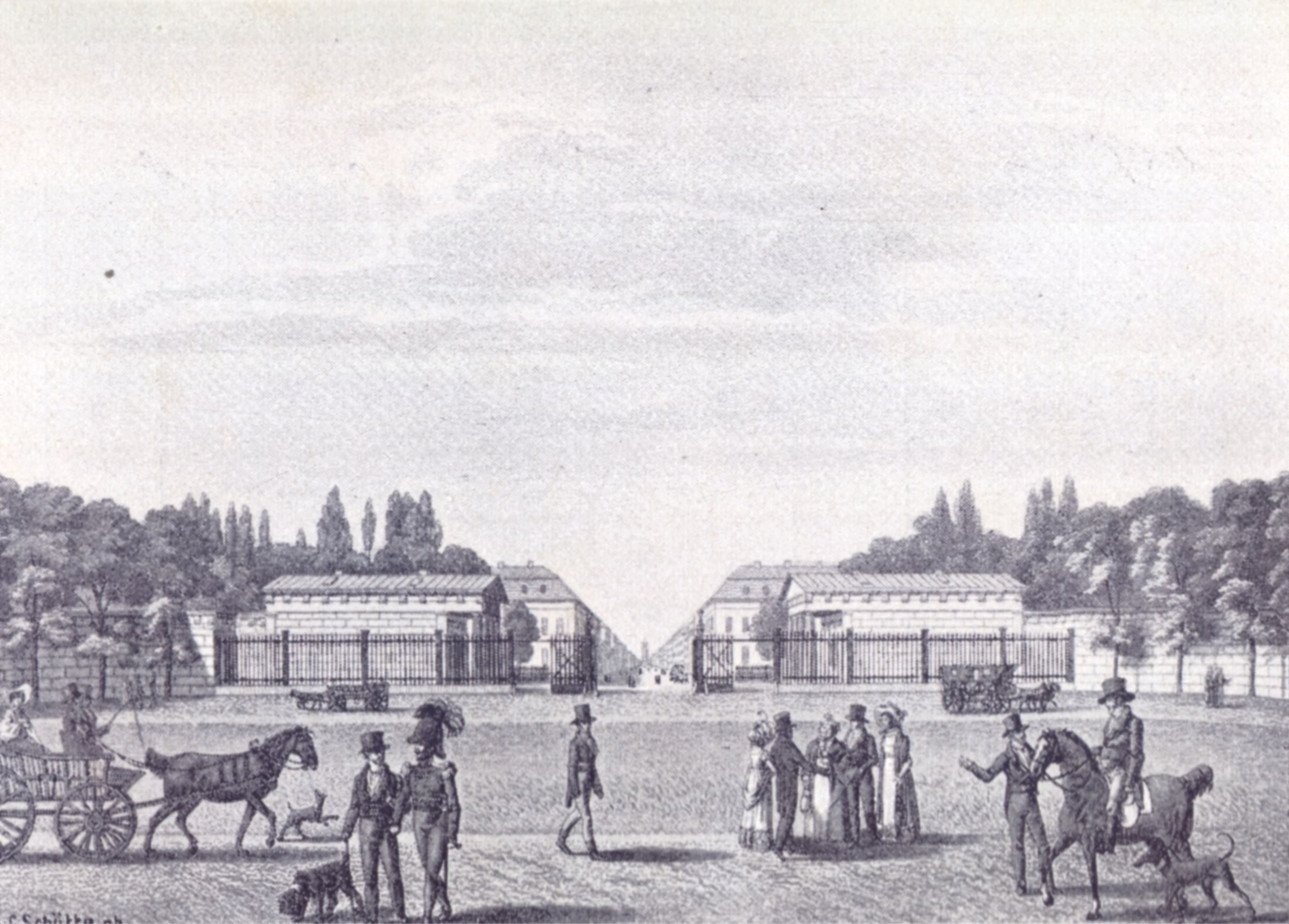
Puerta de Leipzig / Puerta de Potsdam alrededor de 1830
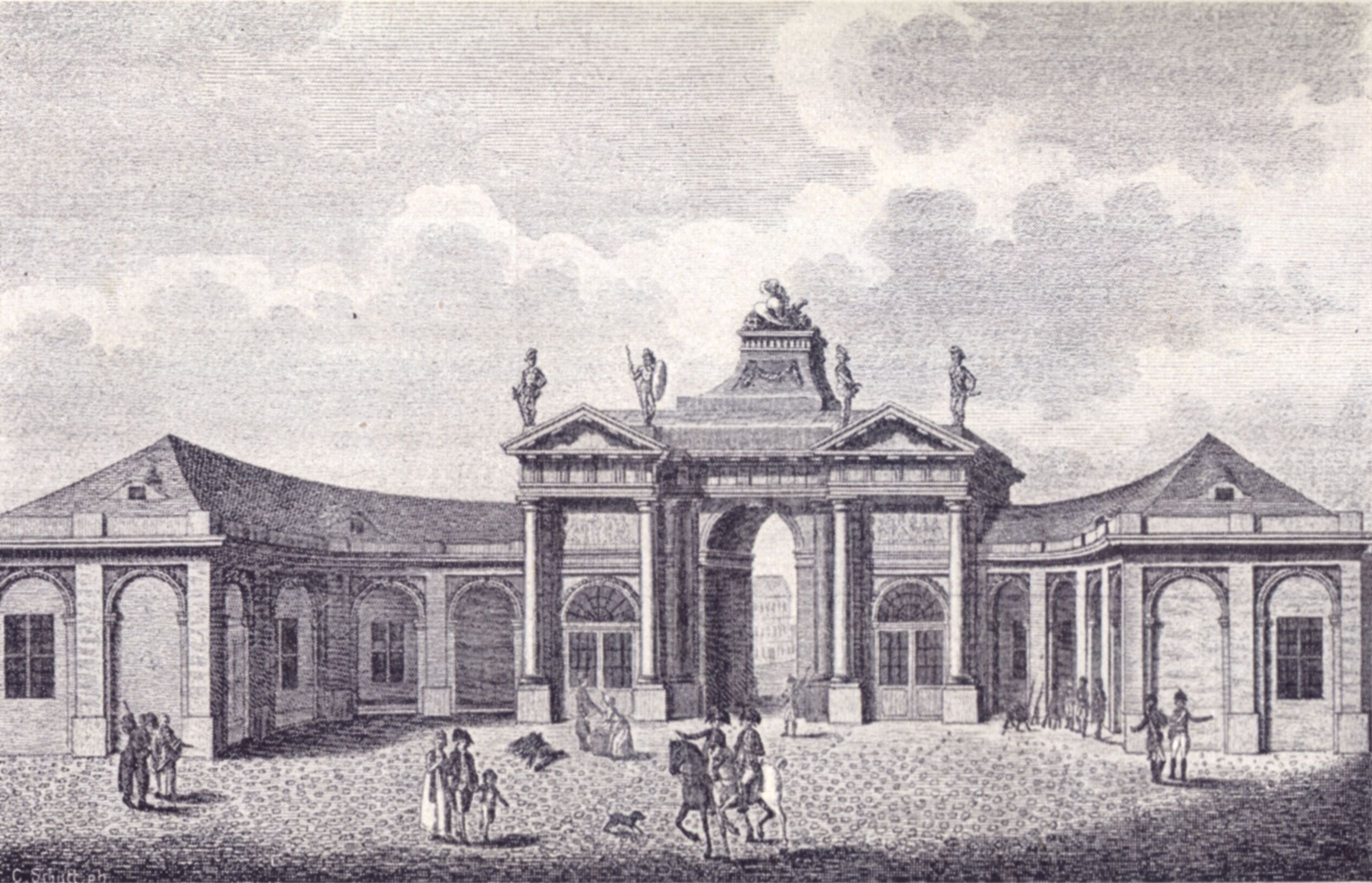
Puerta de Rosenthal hacia 1800
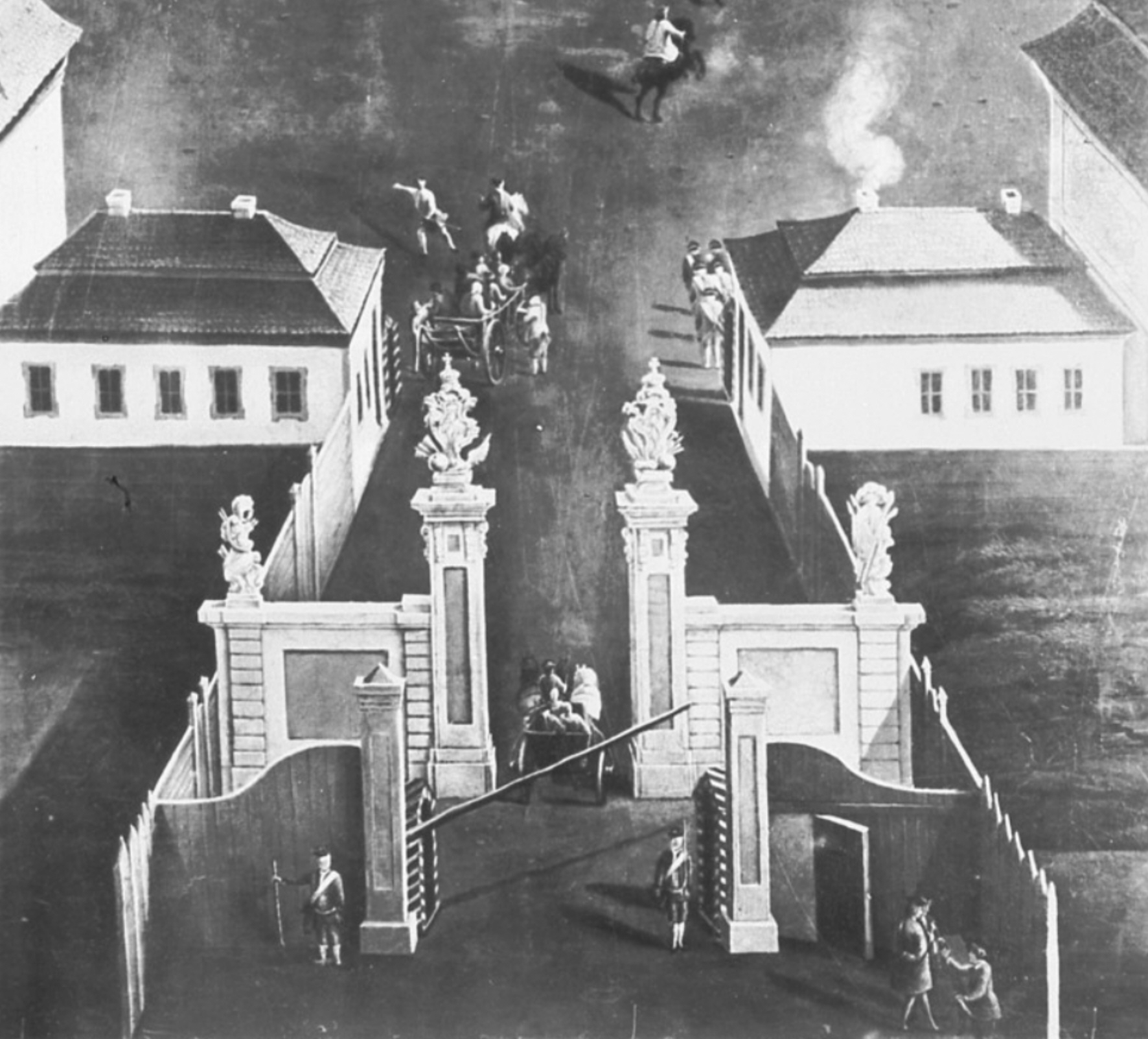
Puerta de Halle alrededor de 1800
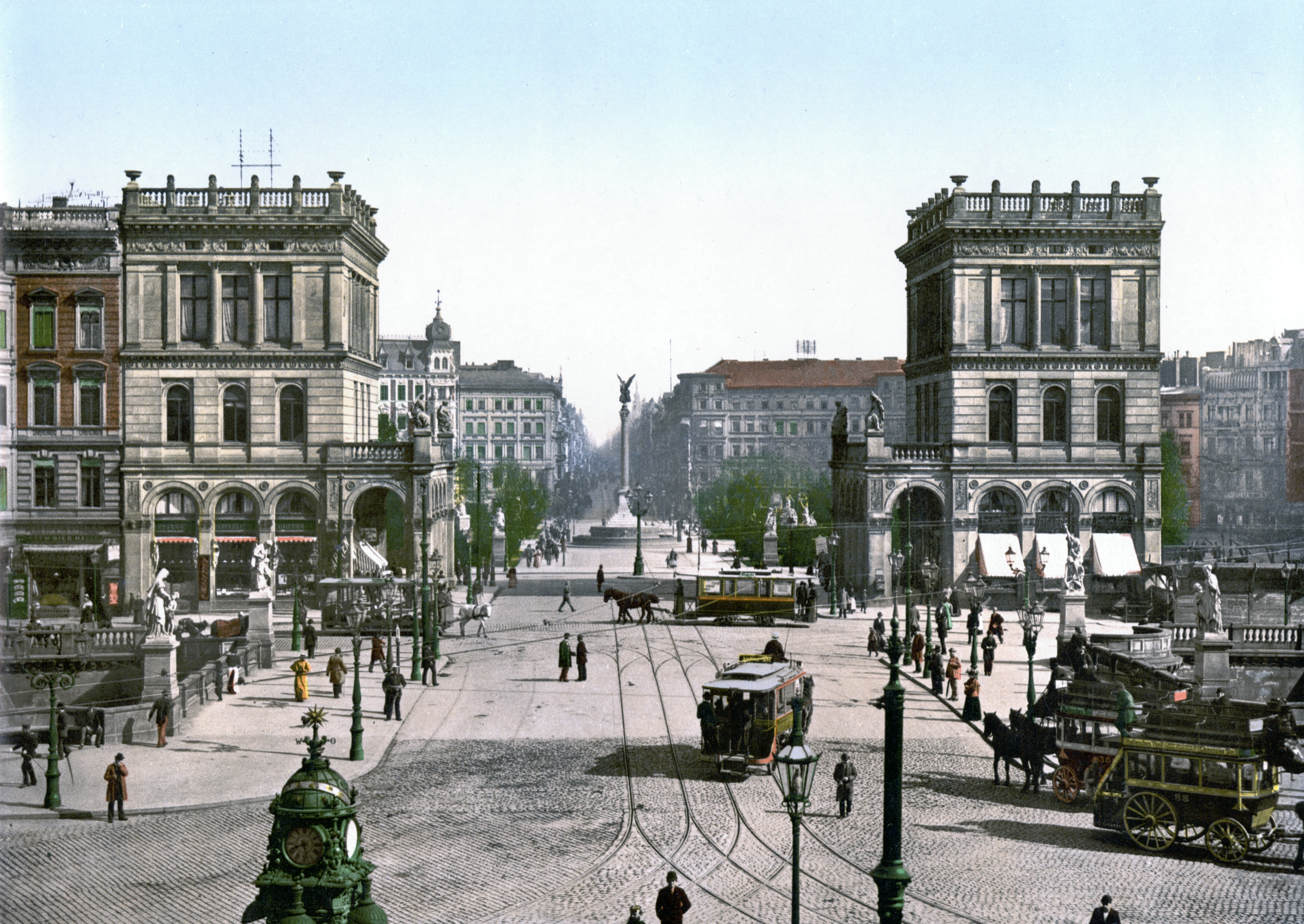
Puerta de Halle alrededor de 1900
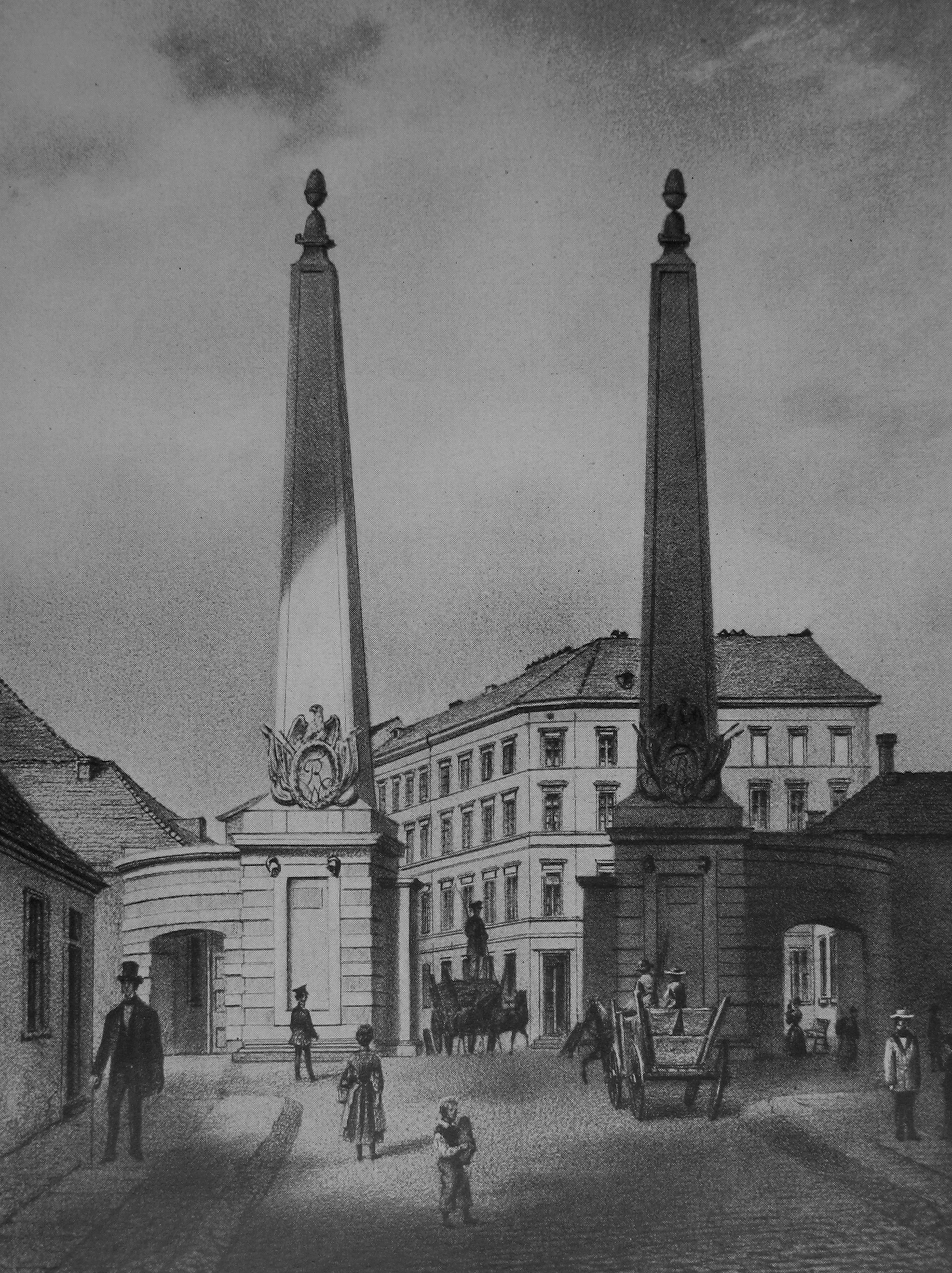
Puerta de Hamburgo 1860
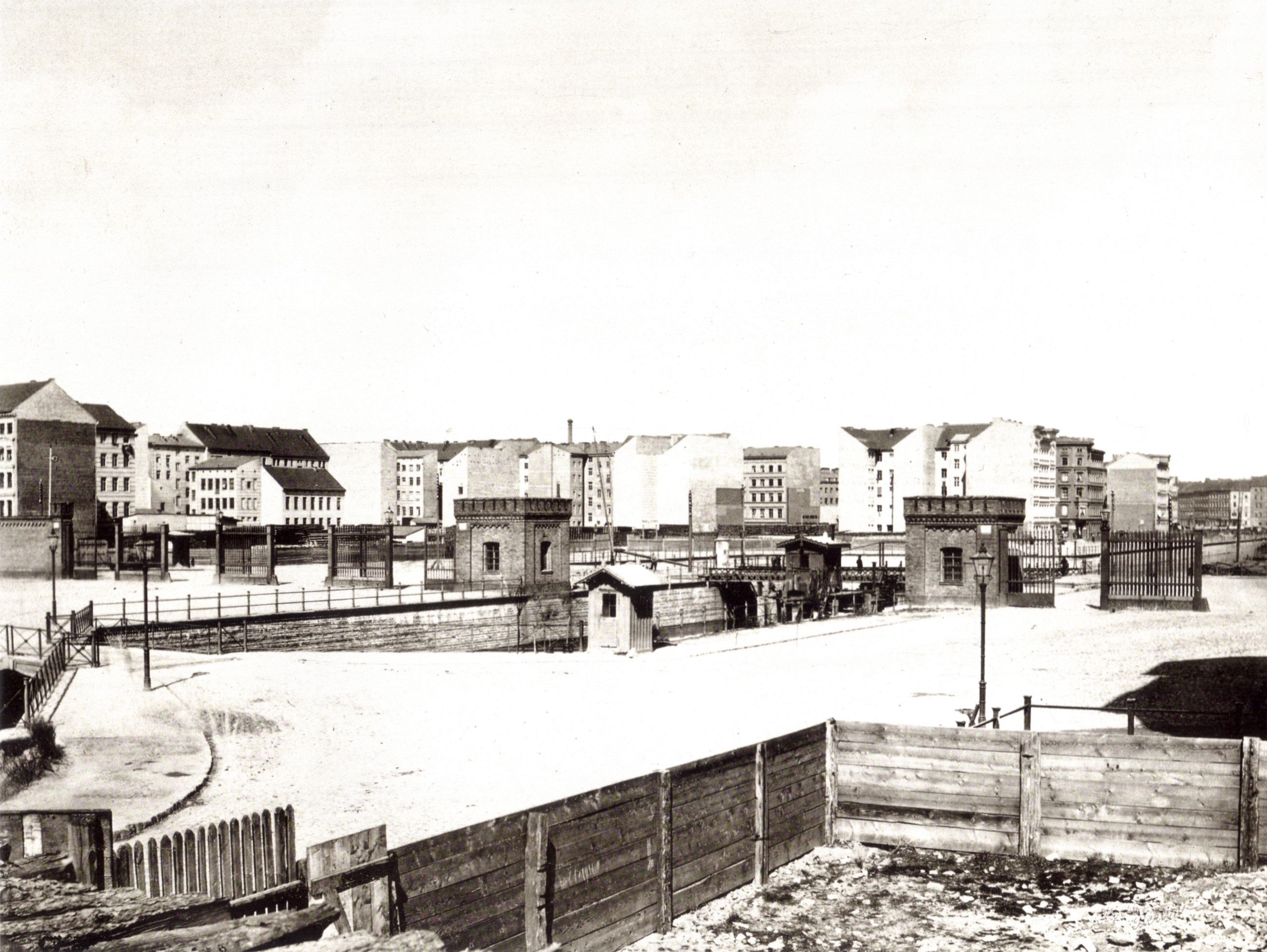
Puerta de agua en 1865
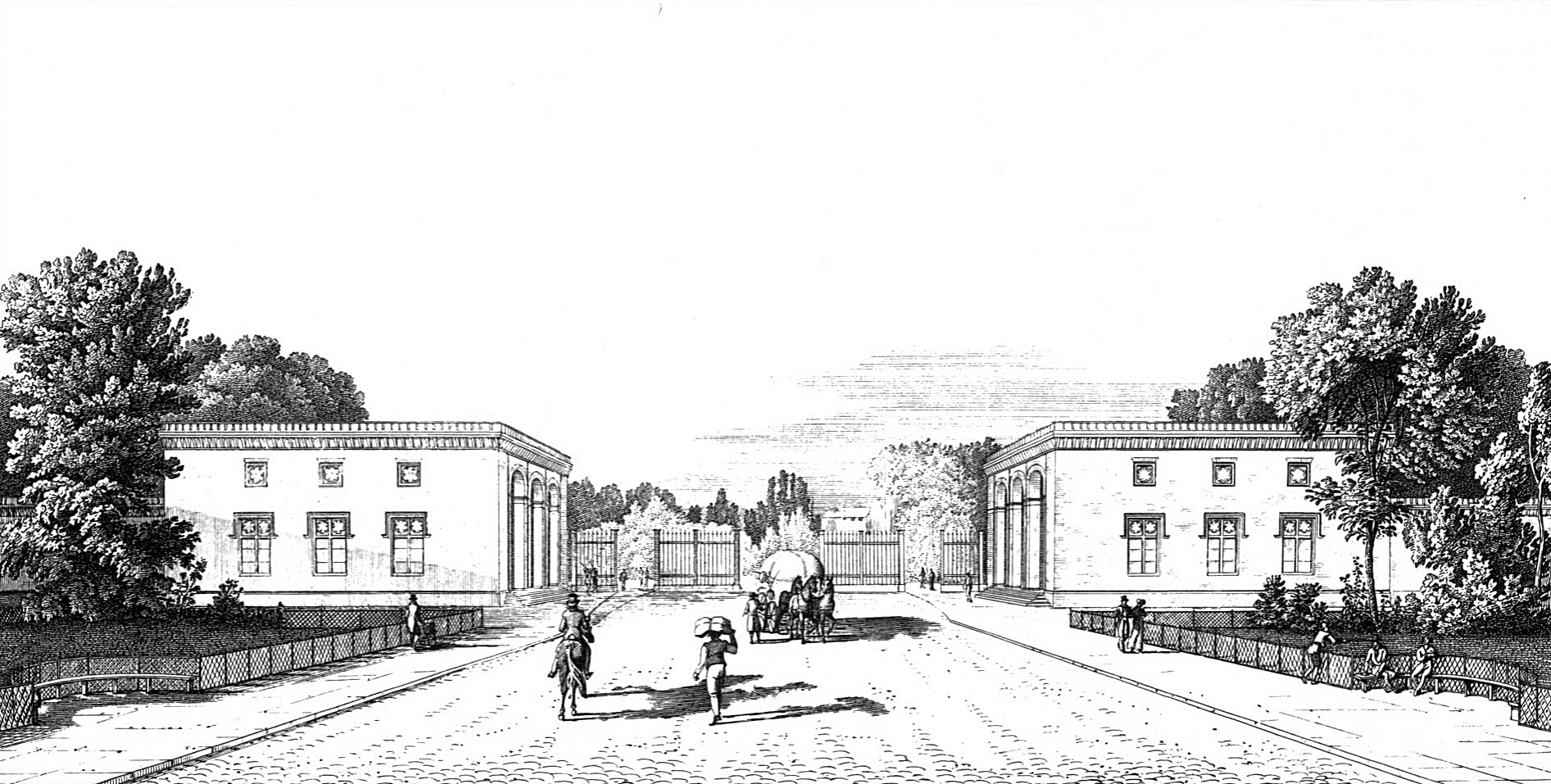
Nueva puerta en 1866
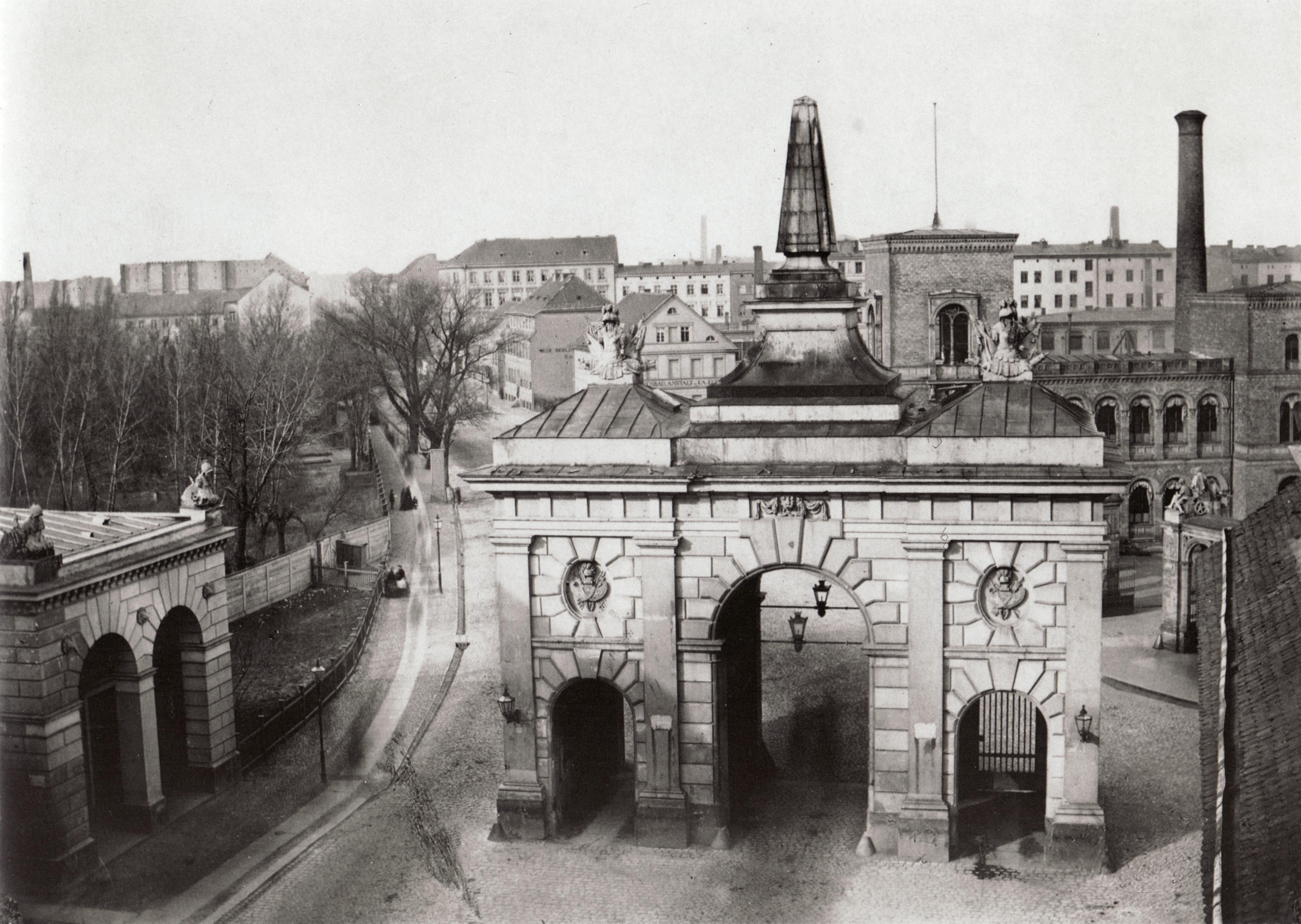
Puerta de Oranienburg en 1867

## Otras lecturas
- Zschocke, Helmut (2007). Die Berliner Akzisemauer – Die vorletzte Mauer der Stadt (en alemán). Berlin: Berlin Story Verlag. ISBN 978-3-929829-76-1.

- Datos: Q532578
- Multimedia: Akzisemauer (Berlin) / Q532578